# Logylet (Ringamåla socken, Blekinge)
Logylet är en sjö i Karlshamns kommun i Blekinge och ingår i Mieåns huvudavrinningsområde. Logylet ligger i Lobergets Natura 2000-område.